# Episodi di Andi Mack (seconda stagione)
La seconda stagione di Andi Mack è in onda in prima visione assoluta dal 27 ottobre 2017 negli Stati Uniti su Disney Channel e in Italia dal 23 aprile 2018.
Il 25 ottobre 2017 è stato confermato da TVLine che Cyrus, interpretato da Joshua Rush, prova dei sentimenti verso Jonah Beck, interpretato da Asher Angel, rendendolo di fatto il primo personaggio gay di Disney Channel.
Dopo la trasmissione del 10º episodio, la serie viene interrotta da Disney Channel. Viene parzialmente ripresa il 24 marzo 2020 su Disney+.
| nº | Titolo originale               | Titolo italiano                        | Prima TV USA     | Prima TV Italia |
| -- | ------------------------------ | -------------------------------------- | ---------------- | --------------- |
| 1  | Hey, Who Wants Pizza?          | Ehi, chi vuole una pizza?              | 27 ottobre 2017  | 23 aprile 2018  |
| 2  | Chinese New Year               | Il Capodanno cinese                    | 3 novembre 2017  | 24 aprile 2018  |
| 3  | Friends Like These             | Amici come loro                        | 10 novembre 2017 | 25 aprile 2018  |
| 4  | Mama                           | Mamma                                  | 17 novembre 2017 | 26 aprile 2018  |
| 5  | The Snorpion                   | Il serpione                            | 24 novembre 2017 | 27 aprile 2018  |
| 6  | I Wanna Hold Your Wristband    | Vorrei tenerti per mano                | 1º dicembre 2017 | 30 aprile 2018  |
| 7  | Head Over Heels                | Chiedilo tre volte                     | 15 gennaio 2018  | 1º maggio 2018  |
| 8  | There's a Mack in the Shack    | Il rifugio salvato                     | 19 gennaio 2018  | 2 maggio 2018   |
| 9  | You're the One That I Want     | Tu sei ciò che voglio                  | 26 gennaio 2018  | 3 maggio 2018   |
| 10 | A Good Hair Day                | Buon compleanno                        | 2 febbraio 2018  | 4 maggio 2018   |
| 11 | Miniature Golf                 | Mini golf                              | 9 febbraio 2018  | 24 marzo 2020   |
| 12 | We Were Never                  |                                        | 16 febbraio 2018 |                 |
| 13 | Cyrus' Bash-Mitzvah!           |                                        | 23 febbraio 2018 |                 |
| 14 | Better to Have Wuvved and Wost | Fidanzarsi o non fidanzarsi?           | 4 giugno 2018    | 24 marzo 2020   |
| 15 | Perfect Day 2.0                | La giornata perfetta 2.0               | 11 giugno 2018   | 24 marzo 2020   |
| 16 | Truth or Truth                 | Verità o verità                        | 18 giugno 2018   | 24 marzo 2020   |
| 17 | A Walker to Remember           | Un quadro da ricordare                 | 25 giugno 2018   | 24 marzo 2020   |
| 18 | Crime Scene: AndiShack!        | Scena del crimine: il rifugio di Andi! | 2 luglio 2018    | 24 marzo 2020   |
| 19 | Andi's Choice                  |                                        | 9 luglio 2018    |                 |
| 20 | For the Last Time              |                                        | 16 luglio 2018   |                 |
| 21 | Buffy in a Bottle              | Capsula del tempo Buffy                | 23 luglio 2018   | 24 marzo 2020   |
| 22 | Keep a Lid on It               |                                        | 30 luglio 2018   |                 |
| 23 | Bought, Lost or Stolen         | Comprato, perso o rubato               | 6 agosto 2018    | 24 marzo 2020   |
| 24 | We're on Cloud Ten             |                                        | 10 agosto 2018   |                 |
| 25 | The Cake That Takes the Cake   | Facciamo trucco non stucco             | 13 agosto 2018   | 24 marzo 2020   |